# Треонин
Треонин (съкратено Thr или T) е α-аминокиселина с химическа формула HO2CCH(NH2)CH(OH)CH3. Нейните кодони са ACU, ACA, ACC и ACG. Тя представлява полярна незаменима аминокиселина. Треонинът заедно със серина и тирозина са единствените три аминокиселини, съдържащи хидроксилна група. Също така тя е и една от двете протеиногенни аминокиселини, притежаващи хирална странична верига, другата от които е изолевцин.
Треониновият остатък в състава на полипептидните вериги е обект на множество посттранслационни модификации. Хидроксилната група в страничната верига може да бъде O-гликозилирана. В допълнение треониновите остатъци могат да бъдат фосфорилирани под действието на серин- и треонин киназите. В своята фосфорилирана форма се нарича фосфотреонин.

## История
Треонинът е последната от 20-те протеиногенни аминокислеини, открита през 30-те години на 20 век от Уилям Къминг Роуз.

## Стереоизомерия
|                                               |
| L-Треонин (2S,3R) и D-Треонин (2R,3S)         |
|                                               |
| L-ало-Треонин (2S,3S) и D-ало-Треонин (2R,3R) |

## Метаболизъм
Треонинът се метаболизира по два пътя:
- Превръща се в пируват от треонин дехидрогеназа. Като междинен метаболит в този път, пируватът претърпява тиолиза с КоА до продуктите ацетил-КоА и глицин.
- При хората може да се доведе до α-кетобутират по по-малко използван метаболитен път, чрез ензима серин дехидратаза, като по-нататък стига до сукцинил-КоА.
- Треонин алдолазата (EC 4.1.2.5) разцепва треонина на глицин (NH3, CO2 и въглеводороден остатък 5,10-CH2-H4-фолат) и ацеталдехид. Окисляването на ацеталдехида до ацетат е последвано от образуване на ацетил-CoA.

Чрез декарбоксилиране води до образуването на биогенния амин пропаноламин, участващ в състава на витамин В12.

## Хранителни източници
Храни богати на треонин са сиренето, птичето месо, рибата, леща и др.
Рацемичен треонин може да се приготви от кротонова киселина, чрез алфа-функционализиране с живачен ацетат.